# De Zwijger (weekblad)
De Zwijger was een Vlaams satirisch weekblad, opgericht in 1982 door journalist en publicist Johan Anthierens en Herman van Hove. Het blad ging in 1984 al failliet.

## Historiek
Het blad werd op 13 januari 1982 gelanceerd om naar het voorbeeld van de Franse tijdschriften Le Canard enchaîné en Charlie Hebdo de actualiteit op een eigenzinnige manier onder de loep te nemen. De titel is ontleend aan Willem de Zwijger en het logo (Willem van Oranje in een Mona Lisa-pose) werd ontworpen door Gerard Alsteens.
Het eerste jaar kende het blad een oplage van 100.000 exemplaren. Heel wat jong talent debuteerde destijds in "De Zwijger" of brak erin door. Huidig Humo-redacteur Jan Hertoghs, cartoonisten Pirana, ZAK en Quirit en schrijvers Tom Lanoye en Herman Brusselmans. Ook cartoonist Gal tekende destijds voor het blad. "De Zwijger" zorgde ook voor een voorpublicatie van Hugo Claus' Het Verdriet van België. Behalve satirische artikels was er ook ruimte voor scherpe onderzoeksjournalistiek. Het blad steunde actief de anti-kernrakettenprotesten en belichtte het bezoek van paus Johannes Paulus II aan België in 1985.
Toen "De Zwijger" ook kritisch werd voor uitgeverij Roularta, zakenpartner van de uitgever Biblo, verloor het blad meteen sympathie en sponsors. Het blad ging uiteindelijk failliet doordat Anthierens te veel organisatorische taken (hoofdredacteur, eindredacteur, directeur,..) op zich had genomen. Aanvankelijk waren er 12 pagina's, maar in 1983 bleven er maar acht bladzijden over. Johans broer, Karel Anthierens, en diverse andere journalisten van het blad Knack werden als hulp ingeschakeld, onder meer: Hilde Geens, Jos Schrobben en Johan Struye.
Eind 1983 werd "De Zwijger" voortaan door uitgeverij Kritak uitgebracht, maar in juni 1984 was de oplage geslonken tot 5000 stuks en ging "De Zwijger" op de fles. Anthierens zou zich er de rest van zijn leven depressief over voelen. In 1986 probeerde hij met Gaandeweg een nieuw satirisch blad op te richten, maar ook dit was geen lang leven beschoren.